# Бальчанский
Бальчанский — хутор в Павловском районе Краснодарского края.
Входит в состав Новопластуновского сельского поселения.

## География
Расположен на реке Челбас.

### Улицы
- ул. Ленина,
- ул. Школьная.

## Население
| 2002 | 2010 |
| ---- | ---- |
| 251  | ↘215 |

- Гребенюк, Фёдор Николаевич (17.02.1913-08.01.1983) — полный кавалер ордена Славы. Стрелок пластунской сотни 193-го пластунского стрелкового полка (9-я пластунская стрелковая дивизия, 60-я армия, 4-й Украинский фронт), старшина.